# Edward Nathaniel Bancroft
Edward Nathaniel Bancroft (Londres, 1772 – Kingston, Jamaica, 18 de setembro de 1842) foi um médico e naturalista britânico.
Estudou no St John's College da Universidade de Cambridge, obtendo seu título de bacharel em medicina e cirurgia em 1794 e o título de doutor em medicina em 1804. Assumiu o posto de médico-militar na Jamaica em 1811, e tornou-se presidente "Sociedade de Horticultura e Agricultura" deste país.
James Macfadyen (1798-1850) dedicou-lhe em 1837 o gênero Bancroftia da família das Capparaceae.